# Stadion Miejski w Zagorju ob Savi
Stadion Miejski – stadion piłkarski w Zagorju ob Savi, w Słowenii. Został otwarty w 1951 roku. Może pomieścić 2000 widzów. Swoje spotkania rozgrywają na nim piłkarze klubu NK Zagorje.